# Marcel Lenz (Fußballspieler, 1987)
Marcel Lenz (* 16. Februar 1987 in Bünde; geborener Stadel) ist ein ehemaliger deutscher Fußballspieler.

## Laufbahn
Zuvor spielte Lenz bei Arminia Bielefeld, kam jedoch nie über die Oberliga-Mannschaft hinaus. Deshalb wechselte er 2008 zu KSV Hessen Kassel, wo er zum Leistungsträger aufstieg und zur Saison 2010/11 zu Kickers Offenbach ging. Nach dem Lizenzentzug des OFC wechselte er im Sommer 2013 zum VfL Osnabrück. In der Saison 2014/15 spielte er in der Oberliga Hamburg für den TuS Dassendorf. Nach einem Jahr beim SC Poppenbüttel kehrte er nach Dassendorf zurück. Mit dem Verein wurde er viermal Oberligameister (2015, 2017, 2018, 2020), zweimal Hamburger Pokalsieger und nahm dreimal am DFB-Pokal teil.

## Privates
Lenz heiratete 2016 und nahm den Namen seiner Frau Anna an.